# Provincia de Tipasa
La Provincia de Tipasa (en árabe: ولاية تيبازة, Tibaza, legendaria Tefessedt) es una provincia (valiato) situada en la costa de Argelia, su capital es Tipasa, se encuentra a 50 kilómetros al oeste de la capital nacional Argel.

## Municipios con población en abril de 2008
- Aghbal 7,122
- Ahmar El Aïn 29,566
- Aïn Tagourait 10,411
- Attatba 27,059
- Beni Milleuk 8,045
- Bouharoun 9,922
- Bou Ismaïl 41,684
- Bourkika 22,118
- Chaiba 20,427
- Cherchell 48,056
- Damous 17,111
- Douaouda 22,408
- Fouka 48,959
- Gouraya 20,144
- Hadjeret Ennous 2,150
- Hadjout 48,561
- Khemisti 15,128
- Koléa 54,401
- Larhat 7,359
- Menaceur 25,480
- Merad 19,916
- Messelmoun 7,564
- Nador 9,588
- Sidi Amar 13,332
- Sidi Ghiles 15,281
- Sidi Rached 11,062
- Sidi Semiane 2,930
- Tipaza 25,225

## División administrativa
La provincia está dividida en 10 dairas (distritos), que a su vez se dividen en 28 comunas (ciudades). Algunas de sus comunas son: Attatba, Damous, Gouraya, Cheraga, Cherchell, Draria, Kolea, Menaceur, Messelmoun y Staoueli.